# (5256) Farquhar
(5256) Farquhar es un asteroide perteneciente al cinturón de asteroides, descubierto el 11 de julio de 1988 por Eleanor F. Helin, y sus compañeros también astrónomos Celina Mikolajczak y Roger Francis Coker desde el Observatorio del Monte Palomar, Estados Unidos.

## Designación y nombre
Designado provisionalmente como 1988 NN. Fue nombrado Farquhar en honor al ingeniero espacial Robert Farquhar, diseñador de naves espaciales y misiones para la exploración a bajo costo del Sistema solar. Ha desempeñado su labor en el Centro de vuelo espacial Goddard durante las décadas de 1970 y 1990, también en el Johns Hopkins University Applied Physics Laboratory. Particularmente interesantes son sus esfuerzos por coordinar la cooperación internacional y un diseño innovador de trayectorias para planear misiones a cometas y asteroides. Tuvo un papel importante en el diseño y puesta en práctica de la reorientación de la nave espacial internacional Sun Earth Explorer para sobrevolar a través de la cola del cometa Giacobini-Zinner en septiembre de 1985, permitiendo las primeras mediciones in situ de los fenómenos cometario.

## Características orbitales
Farquhar está situado a una distancia media del Sol de 2,553 ua, pudiendo alejarse hasta 3,063 ua y acercarse hasta 2,042 ua. Su excentricidad es 0,199 y la inclinación orbital 14,95 grados. Emplea 1490,16 días en completar una órbita alrededor del Sol.

## Características físicas
La magnitud absoluta de Farquhar es 11,9. Tiene 12 km de diámetro y su albedo se estima en 0,148.